# Asthenotricha euchroma
Asthenotricha euchroma là một loài bướm đêm trong họ Geometridae.